# Beignet

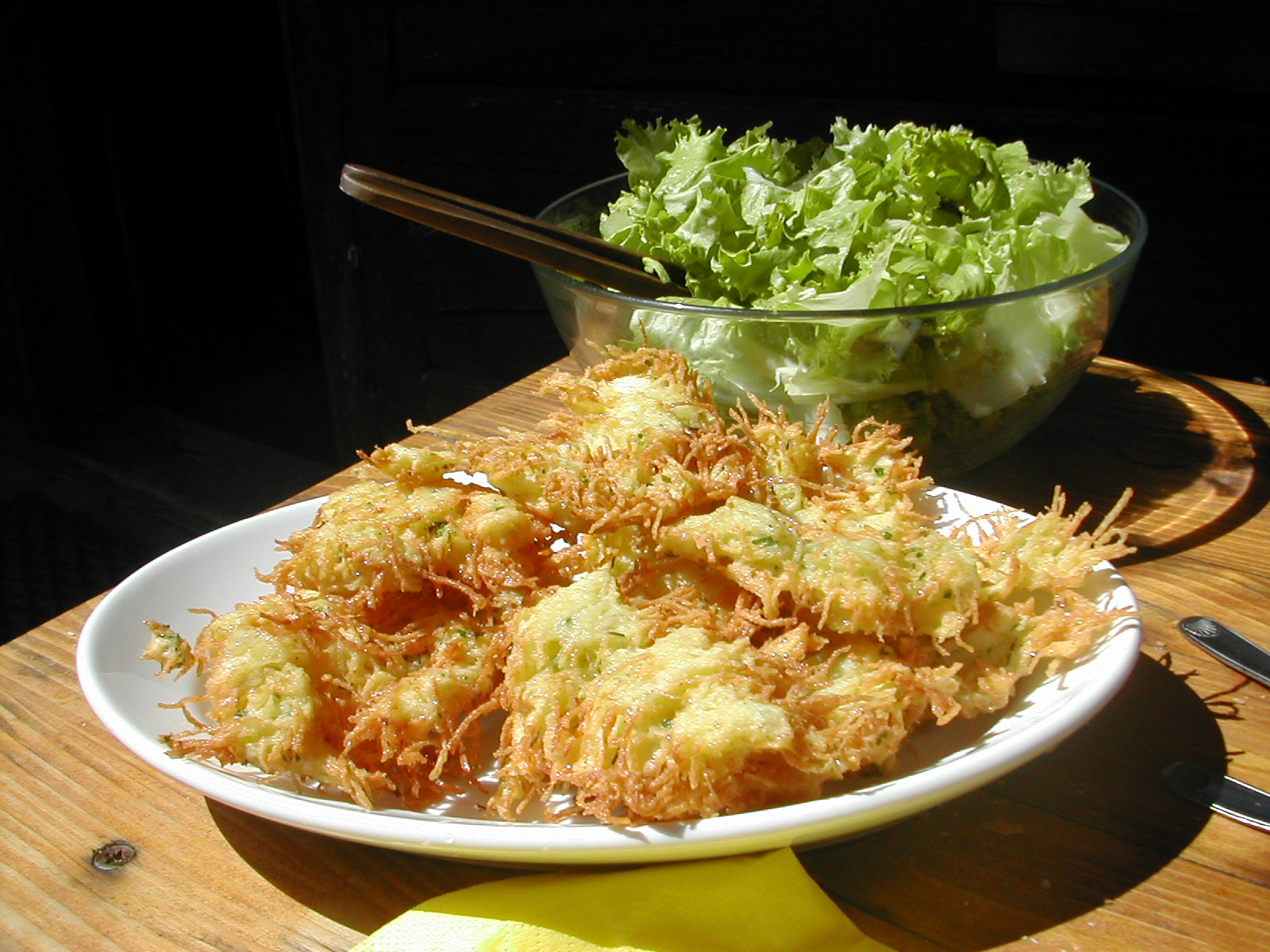
Aardappelbeignet

Een beignet ([bεn.je], van het Middelfranse woord voor "buil"), is een van oorsprong Frans gerecht gemaakt van gefrituurd beslag en daarna dikwijls bestrooid met suiker.
Daarnaast kan een beignet gevuld zijn met ingrediënten, zoals fruit, aardappel, paddenstoelen of vlees. In Frankrijk bestaan er vele varianten van beignets, met namen als bugnes, merveilles, oreillettes, beignets de carnaval, bottereaux, tourtisseaux, corvechets, ganses, nouets, vautes en andere. 
Beignets zijn ook verwant met de Berlijnse bol, de Italiaanse zeppole en de Poolse pączki. 